# Nikolaï Doubinine
 (juillet 2023).
Nikolaï Guennadievitch Doubinine, O.F.M. Conv. (en russe : Николай Геннадьевич Дубинин) est un prélat catholique russe, évêque titulaire d'Aquae-en-Byzacène (de) et évêque auxiliaire de l'archidiocèse de la Mère de Dieu de Moscou depuis le 30 juillet 2020.

## Biographie
Nikolaï Doubinine est né dans une famille de l'intelligentsia, étant le plus jeune de deux enfants, dans l'actuel District fédéral du Sud. Après avoir obtenu son baccalauréat, il a rejoint la Faculté de Philologie de l'université d'État de Rostov (1990-1993), puis est entré dans l'ordre des Frères Mineurs Conventuels en 1994 ; il a prononcé ses vœux temporaires le 8 septembre 1995 et ses vœux perpétuels le 3 octobre 1998, puis a été ordonné prêtre le 24 juin 2000, après l'obtention du diplôme du Grand séminaire théologique franciscain de Łódź (Pologne) et de l'université catholique de Lublin.
En 2001, il revient en Russie et commence à travailler dans les paroisses franciscaines et en tant que supérieur des différentes communautés franciscaines locales, avec une pause de 2002 à 2005, lorsqu’il a étudié à l’Institut de littérature pastorale de Padoue, où il obtient un diplôme de théologie liturgique.
De 2005 à 2018, il a servi comme custode général de l’ordre des Frères mineurs conventuels en Russie et a été professeur au Séminaire théologique majeur de Marie – Reine des Apôtres de Saint-Pétersbourg.
Le 30 juillet 2020, il est nommé, par le pape François, évêque auxiliaire de l'archidiocèse de la Mère de Dieu à Moscou et évêque titulaire d'Aquae-en-Byzacène (de). Le 4 octobre 2020, il est consacré par l'archevêque métropolitain Paolo Pezzi ainsi que par Joseph Werth et {Cyryl Klimowicz en la cathédrale de l'Immaculée-Conception de Moscou.